# Parc de la Ciutadella
Parc de la Ciutadella är en 17,43 hektar stor park belägen strax norr om Ciutat Vella, Barcelonas medeltida stadskärna. Parken tillkom i samband med rivningen av Barcelonas citadell, efter vilket den uppkallats. Sedan 1892 upptas en stor del av den ursprungliga parken av Barcelonas zoo.

## Historia
Parken ligger på området där Barcelonas citadell tidigare var beläget. Citadellet byggdes 1715, i syfte att kontrollera den tidigare upproriska staden (se spanska tronföljdskriget). Vid bygget av citadellet revs stadsmurarna i nordöst, liksom 1 262 hus i stadsdelen Ribera.
1869 inleddes rivningen av Barcelonas citadell, efter att generalen Juan Prim överlåtit byggnaden till staden under villkor att marken den upptog skulle användas till en parkanläggning. 1872 gavs arkitekten Josep Fontserè uppdraget att rita parkanläggningen. Den ursprungliga ritningen, som upptog omkring 60 hektar (inklusive byggnader i anslutning till parken) i form av en hästsko, kom att modifieras i samband med att staden fick arrangera 1888 års världsutställning. 
Anläggandet av parken finansierades delvis med hjälp av försäljningen av bostäder som uppförts i närheten. Ersättningar utdelades även till de familjer som exproprierats när Filip V skulle bygga citadellet.

1. Fontänen Cascada. 2. Musikkiosk. 3. Mammutskulpturen. 4. Konstgjord sjö. 5. Skulpturgrupp tillägnad Kataloniens volontärer av anno 1914. 6. Kataloniens parlament. 7. Skulpturen El desconsol. 8. Gymnasiet/högstadieskolan Verdaguer. 9. Citadellkyrkan. 10. General Prims ryttarstaty. 11. Ingång till djurparken. 12. Statyn La dama del paraigües. 13. Umbracle. 14. Geologiska museet. 15. Vinterträdgården. 16. Castell dels Tres Dragons.

## Utformning
Ursprungligen var parken tänkt att utformas som en hästsko med rabatter och planteringar anlagda längs med breda promenadspråk omgivna av mindre oregelbundet anlagda parkvägar. Av den ursprungliga ritningen återstår idag bara den södra och västra delen av parken efter att Barcelona Zoo samt de byggnader som bevarades efter att citadellet rivits tagit större delen av parken i anspråk.
Fontserè, som hämtat inspiration från bland annat Central Park i New York, valde att anlägga planteringarna på kullar för att ge parken en mer naturnära karaktär. Han placerade även en konstgjord sjö centralt i parken. 
I mitten av parken var det tänkt att ett palats för konstutställningar skulle uppföras. Efter att Barcelona tagit på sig arrangörskapet av 1888 års världsutställning valde man dock att ändra på ritningarna.
I samband med förberedelserna inför världsutställningen 1888 tillkom även ett botaniskt museum i form av ett växthus (Umbracle, ritad av Josep Fontserè samt en vinterträdgård (Hivernacle, ritad av Josep Amargós).

### Skulpturer
1951 förklarades parken som ett konstnärligt historiskt monument, bland annat för sina många skulpturer. Bland skulpturerna finns verk av:
- Prederic Marès (ryttarstaty av general Prim)
- Eusebi Arnau (marmorbyst av Mariá Aguiló)
- Josep Clarà (oklädd skulptur i brons tillägnad 1914 års katalanska volontärer)
- Josep Llimona (El desconsol, oklädd kvinnoskulptur i marmor)
- Pau Gargallo (marmorbyst av Lleó Fontoba)
- Manuel Fuxà (marmorbyster av Milà i Fontanals, Victor Balaguer och Joaquim Vayreda, liksom bronsstatyn av Bonaventura Carles Aribau)
- Eduard B Alentorn (La Cigonya i la Guineu, skulpturgrupp i marmor)
- Joan Roig Soler. Hans La dama del paraigües ('Kvinna med paraply') fungerade i många år som en av Barcelonas symboler. Statyn kröner en utsmyckat fontän formgiven av Josep Fontserè.

Dessutom inrymmer parken en mammutskulptur i sten. Denna är den enda färdigställda av de reproduktioner i full skala av utrotade djur som det naturvetenskapliga rådet 1907 planerade.

## Byggnader
Kataloniens parlament ligger i en av de byggnader (ursprungligen citadellets arsenal) som bevarades i samband med att citadellet revs. Byggnaden tjänade 1894–1915 som kungligt residens åt drottning Maria Kristina, varefter den kom att hysa Barcelona arkeologiska museum. Under Franco-diktaturen användes byggnaden för Barcelonas moderna museum.
I parken finns dessutom Castell dels Tres Dragons ('De tre drakarnas kastell'), på den yta där den ursprungliga restaurangen stod under 1888 års världsutställning.

## Bildgalleri

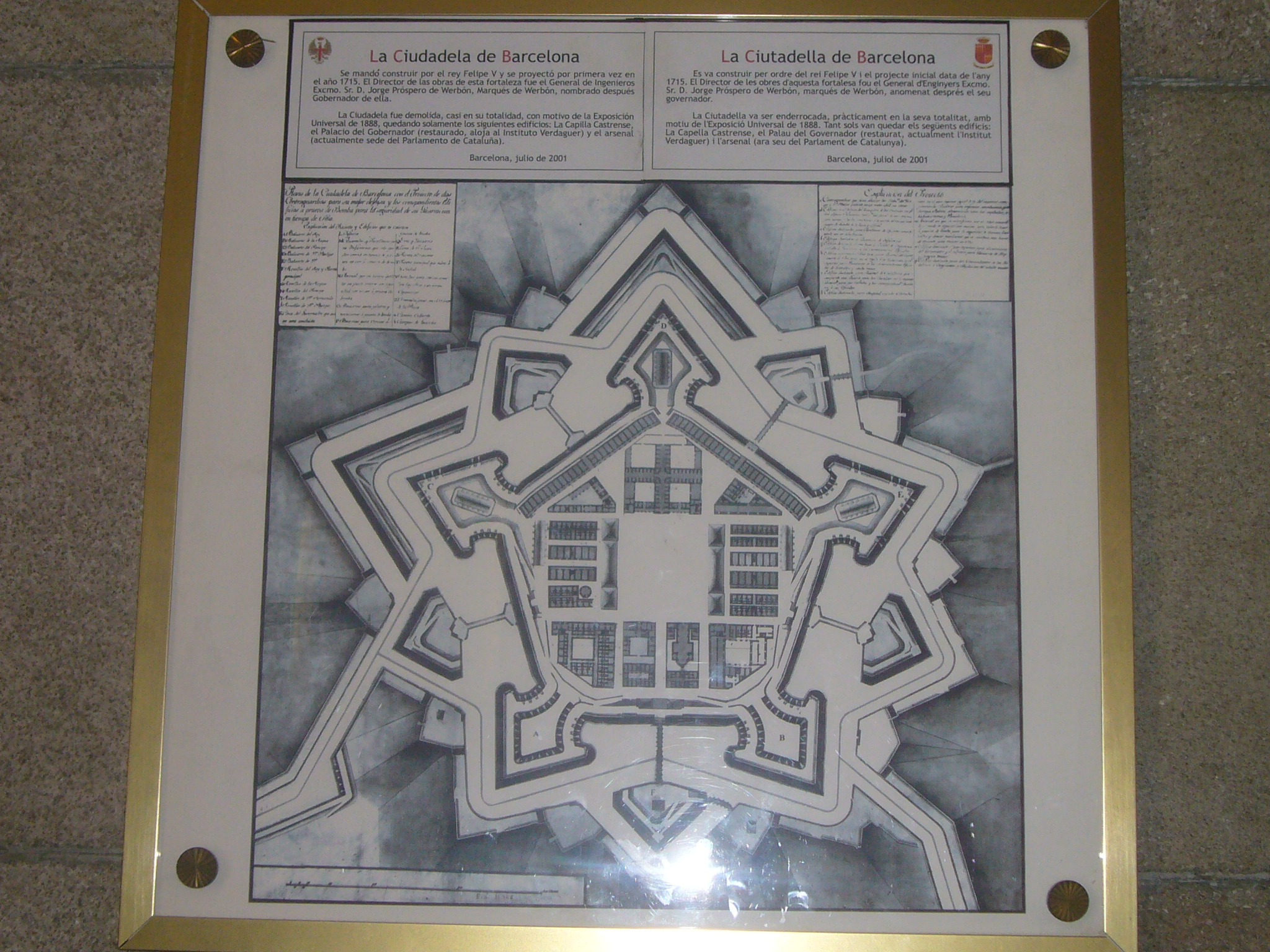
Plan över Barcelonas numera rivna citadell.
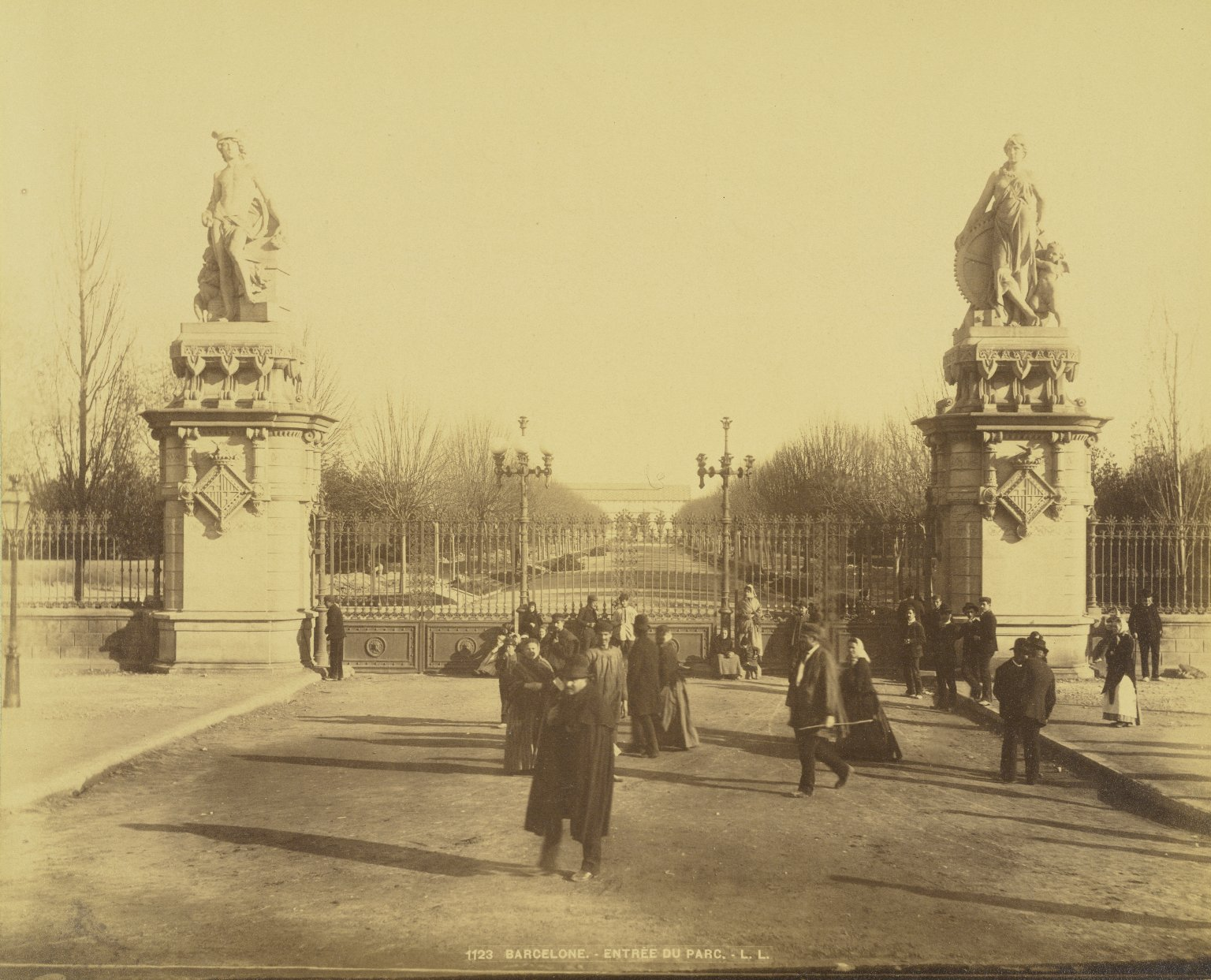
Ingång till parken (foto från 1888).
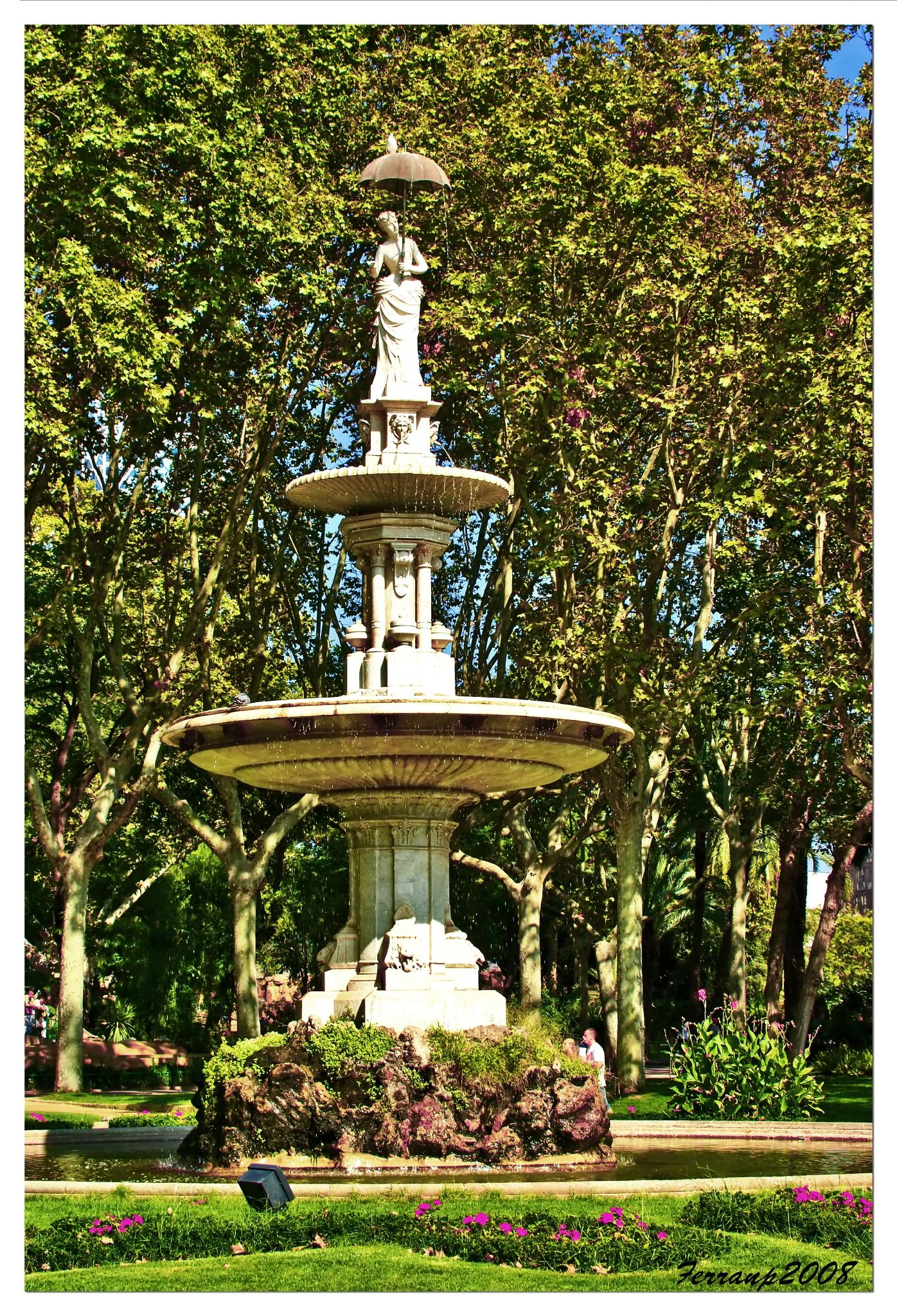
La dama del paraigües
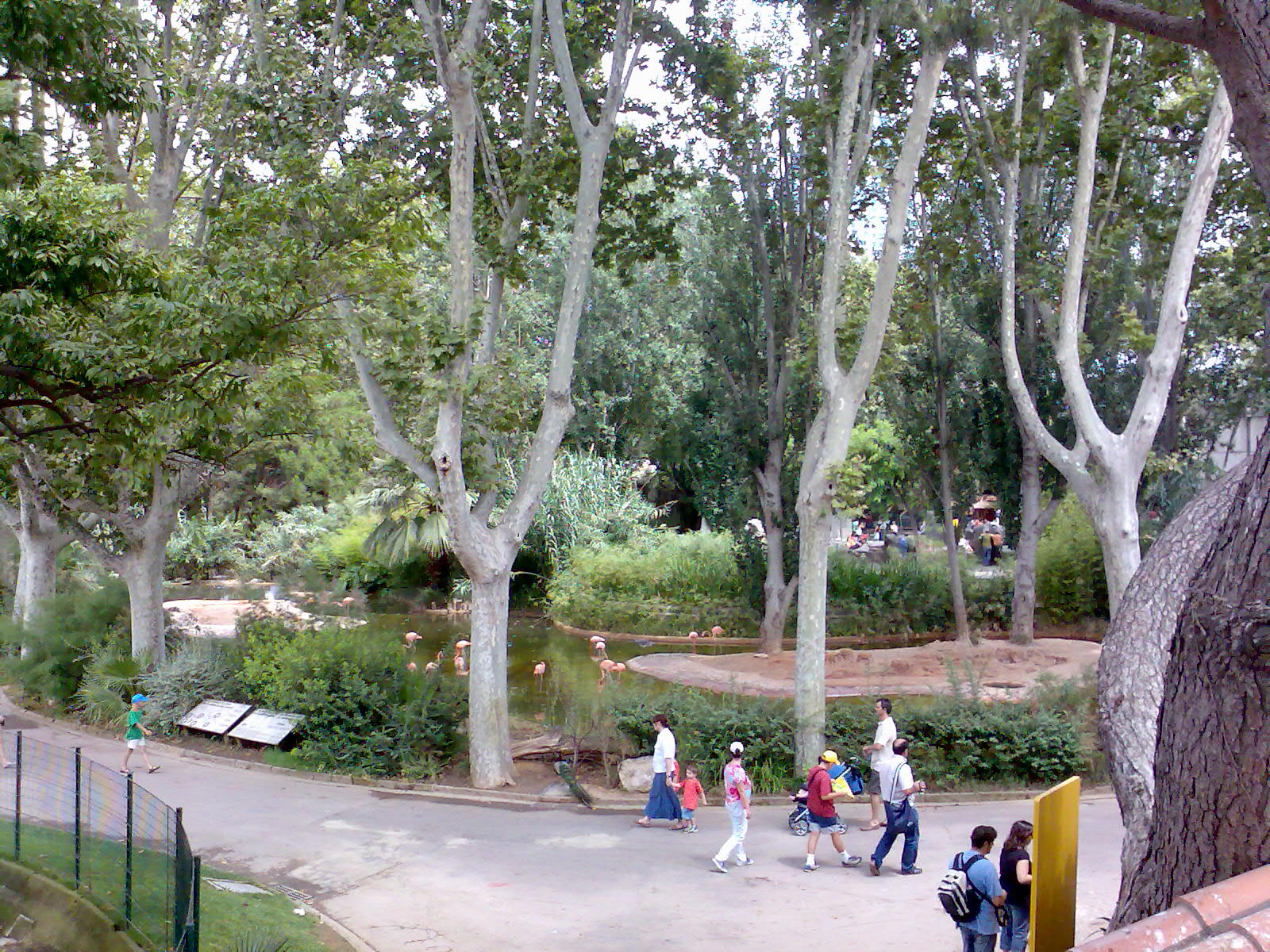
I parken finns Barcelonas zoo.
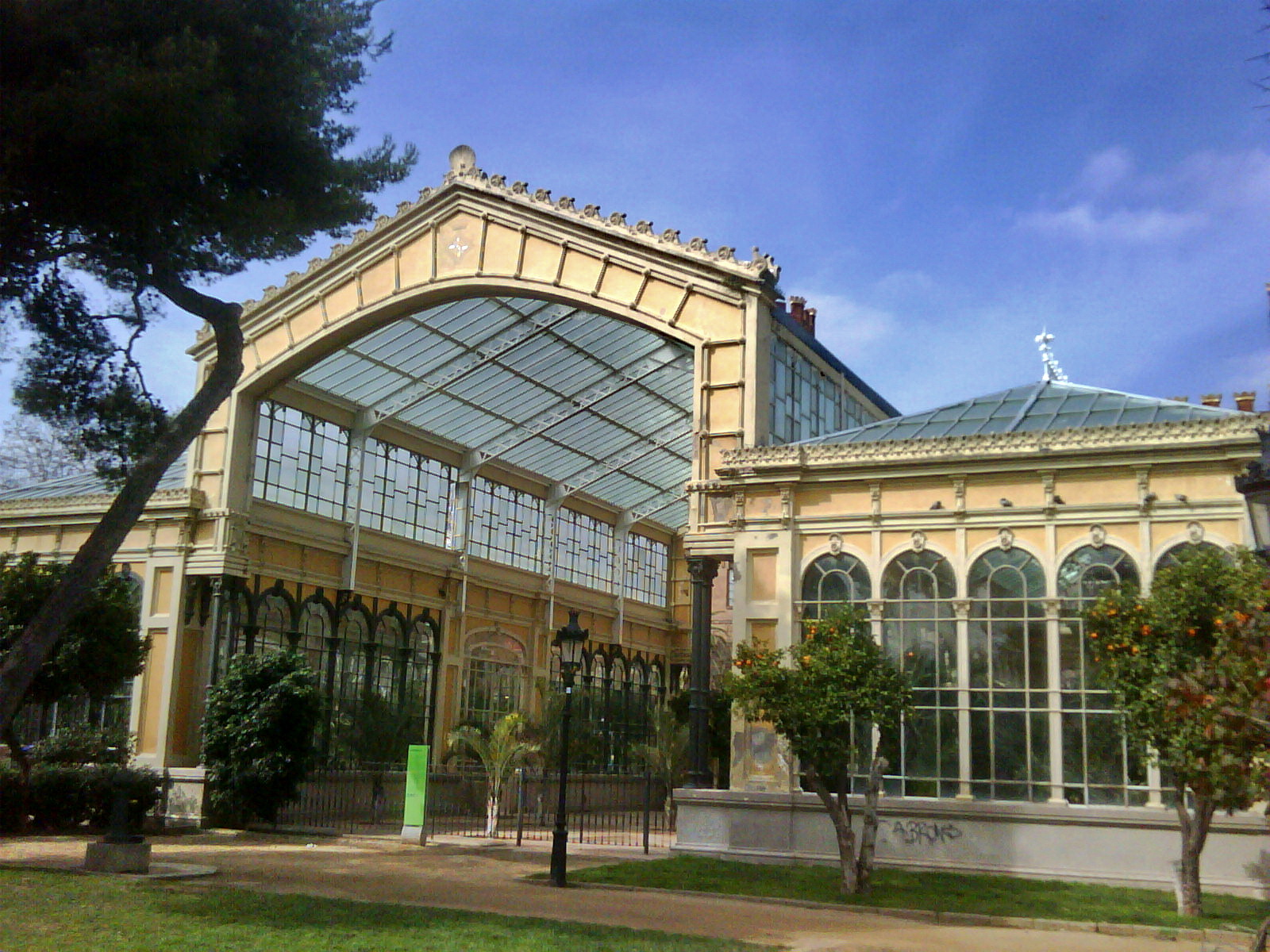
Vinterträdgården.